# Ležiachov
Ležiachov (Hongaars: Lézsa) is een Slowaakse gemeente in de regio Žilina, en maakt deel uit van het district Martin.
Ležiachov telt 141 inwoners.